# ده‌نو (بلخ)
ده‌نو (به لاتین: Deh Now) یک منطقهٔ مسکونی در افغانستان است که در ولایت بلخ واقع شده‌است.